# Hitoshi Sakimoto
Hitoshi Sakimoto (崎元 仁, YmoH.S) est un compositeur japonais de musique de jeu vidéo.
Il est connu notamment pour les compositions musicales des séries Ogre Battle et Final Fantasy Tactics. Il a aussi composé la musique de Final Fantasy XII et a contribué aux trames sonores de plus de 80 jeux.
Il est un des fondateurs de la firme Basiscape qui s'occupe de l'aspect musical de plusieurs jeux et séries animées.

## Biographie
Né le 26 février 1969 à Tokyo, Hitoshi Sakimoto commence à jouer de l'orgue électronique dès l'école primaire et intègre plusieurs groupes de musique. Sa première passion est cependant le jeu vidéo, et il en programme plusieurs avec ses amis au lycée, où il écrit aussi ses premières compositions. Ce n'est qu'à la fin des années 1980 qu'il passe au niveau professionnel[réf. nécessaire]. Le jeu qui le fit connaître est Ogre Battle de Yasumi Matsuno sur Super Nintendo, sur lequel il travailla avec Masaharu Iwata et Hayato Matsuo[réf. nécessaire]. En 1997, il réalise la bande originale du jeu Final Fantasy Tactics pour Square avec Iwata, ce qui le fait devenir un artiste majeur dans le domaine. Au début des années 2000, Hitoshi Sakimoto fonde, avec Masaharu Iwata et Manabu Namiki[réf. nécessaire], une société nommée Basiscape, destinée principalement à la production de musiques pour le jeu vidéo.
En 2006, Hitoshi Sakimoto signe la bande originale de Final Fantasy XII, réalisé par Yasumi Matsuno. C'est la première fois dans l'histoire de la série chiffrée que la quasi-totalité des musiques est signée par un autre compositeur que Nobuo Uematsu, celui-ci n'étant chargé que de la chanson thème.
Il est aussi le compositeur de la bande originale des séries animées Romeo × Juliet, The Tower of Druaga et de Valkyria Chronicles.

## Ludographie
- 1990 : Bubble Ghost (Game Boy)
- 1991 : Magical Chase (avec Masaharu Iwata)
- 1991 : Devilish/Bad Omen (version Game Gear)
- 1992 : Devilish/Bad Omen (version Mega Drive)
- 1993 : Ogre Battle (avec Masaharu Iwata et Hayato Matsuo)
- 1995 : Tactics Ogre: Let Us Cling Together (avec Masaharu Iwata)
- 1996 : Soukyu-Gurentai (Terra Diver)
- 1996 : The Adventures of Hourai High School
- 1997 : Treasure Hunter G (avec John Pee, Masaharu Iwata, Toshiaki Sakoda, Yoko Takada, Tomoko Matsui et Akiko Goto)
- 1997 : Final Fantasy Tactics (avec Masaharu Iwata)
- 1998 : Radiant Silvergun
- 2000 : Vagrant Story
- 2001 : Tactics Ogre: The Knight of Lodis (avec Masaharu Iwata)
- 2001 : Legaia 2: Duel Saga (avec Yasunori Mitsuda et Michiru Oshima)
- 2002 : Breath of Fire: Dragon Quarter
- 2003 : Final Fantasy Tactics Advance (avec Ayako Saso et Kaori Oukoshi ; thème principal de Nobuo Uematsu)
- 2003 : Magic Pengel
- 2004 : Gradius V
- 2004 : Graffiti Kingdom
- 2004 : Stella Deus (avec Masaharu Iwata)
- 2006 : Final Fantasy XII (thème principal composé par Taro Hakase, chanson composée par Nobuo Uematsu)
- 2007 : Final Fantasy Tactics A2: Grimoire of the Rift
- 2007 : ASH: Archaic Sealed Heat
- 2007 : Odin Sphere
- 2008 : Valkyria Chronicles
- 2009 : Muramasa: The Demon Blade (avec Basiscape)
- 2010 : Valkyria Chronicles II
- 2010 : Valkyria Chronicles III
- 2012 : Crimson Shroud (Guild01)
- 2013 : Dragon's Crown
- 2015 : Zodiac: Orcanon Odyssey
- 2016 : Odin Sphere Leifþrasir (avec Basiscape)
- 2016 : Valiant Force (avec Basiscape[3])
- 2017 : Final Fantasy XII: The Zodiac Age (thème principal composé par Taro Hakase, chanson composée par Nobuo Uematsu)
- 2018 : Valkyria Chronicles 4
- 2019 : 13 Sentinels: Aegis Rim (avec Basiscape)
- 2021 : Astria Ascending (avec Basiscape et Denys Fontanarosa[4])
- 2022 : Tactics Ogre: Reborn[5]
- 2024 : Sword of Convallaria

## Disques indépendants
- Ten Plants (1998): 1 piste
- 2197 (1999): 1 piste